# Megalodonta
Megalodonta es un género de plantas fanerógamas perteneciente a la familia de las asteráceas. Comprende 3 especies descritas y  solo 2 pendientes de ser aceptadas.

## Taxonomía
El género fue descrito por Edward Lee Greene y publicado en Pittonia 4(24B): 271–272. 1901. La especie tipo es: Megalodonta beckii (Torr. ex Spreng.) Greene

## Especies
- Megalodonta nudata Greene
- Megalodonta remota Greene